# Jasmine Moore
Jasmine Moore, född 1 maj 2001, är en amerikansk friidrottare specialiserad på längdhopp och tresteg.

## Karriär
Moore är utbildad vid University of Georgia, vilket hon valde för att kunna träna för Petros Kyprianou. Vid de amerikanska OS-uttagningarna vann hon trestegstävlingen och kom tvåa i längdhoppet, vilket innebar att hon kvalificerade sig till sommar OS 2024 i båda disciplinerna där hon tog brons i såväl längdhopp som tresteg.